# Vid Balog
Vid Balog (Koprivnica, 31. siječnja 1972.) je hrvatski kazališni, televizijski i filmski glumac, također prevoditelj i pisac te bivši član glazbenog kvarteta Gubec. U Zagrebu je završio gimnaziju i glumačku akademiju.

## Filmografija

### Televizijske uloge
- "Metropolitanci" kao Franc (2022.)
- "Dnevnik velikog Perice" kao Mirek (2021.)
- "Crno-bijeli svijet" kao Vojo Šiljak (2016. i 2020.)
- "Stipe u gostima" kao Joža/Antić (2008. i 2014.)
- "Zauvijek susjedi" kao Katarza (2008.)
- "Zabranjena ljubav" kao svećenik (2005. – 2006.)
- "Bitange i princeze" kao oštećenik (2005.)

### Filmske uloge
- "Nosila je rubac črleni" kao Blažek (2022.)
- "Takva su pravila" (2014.)
- "Josef" kao Štef (2011.)
- "Silencium" kao pripovjedač (kratki film)
- "Duga mračna noć" kao žandar (2004.)
- "Blagajnica hoće ići na more" kao poštar (2000.)
- "Četverored" kao vojnik plave divizije (1999.)
- "Zamrznuti kadar" (1999.)
- "Kavica" (1998.)

### Sinkronizacija
- "Albert" kao postolar (2015.)
- "Kuća velikog mađioničara" kao Karlo (2014.)
- "Spašavanje Djeda Mraza" kao Djed Mraz (2014.)
- "Bijeg s planeta Zemlje" kao Ćuk (2013.)
- "Lorax: Zaštitnik šume" kao Lorax (2012.)
- "Shrek uvijek i zauvijek" kao Cvilidreta (2010.)
- "Čudovišta protiv vanzemaljaca" kao Carl Murphy (2009.)
- "Astro Boy" kao Ham Egg (2009.)
- "Priča o mišu zvanom Despero" kao Lester (2008.)
- "Don Quijote: Magareća posla" kao Kiki (2008.)
- "Sezona lova 2" kao Earl (2008.)
- "Tko je smjestio Crvenkapici" kao drvosječa Franc (2006.)
- "Lassie" kao Mapes (2005.)

## Vanjske poveznice
- Stranica na Komedija.hr  Arhivirana inačica izvorne stranice od 27. listopada 2009. (Wayback Machine)
- Biblija kajkavski
- Vid Balog u internetskoj bazi filmova IMDb-u (engl.)